# モリナオフミ
モリ ナオフミ（1983年10月7日 - ）は、日本のボーカリスト・作詞家・作曲家・シンガーソングライターであり、ポップ・ロック・バンド、フラチナリズムのメンバーである。ものまねタレントとしてもテレビ出演している。身長176cm。高知県いの町出身。八王子観光PR特使。高知県いの町観光大使。

## 来歴
2015年

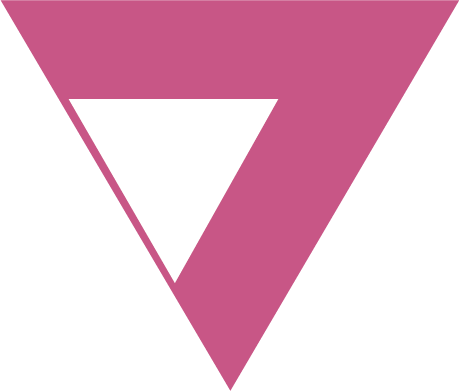
フラチナリズム ロゴ

- 8月19日、ポップ・ロック・バンド「フラチナリズム」のボーカリスト、エンターテイナーとしてデビュー。
- 10月23日、フジテレビの『爆笑そっくりものまね紅白歌合戦スペシャル』[2]に出演。福山雅治のものまねで「虹」を披露した。その後もテレビ番組でものまねを披露している。

2016年
- 7月1日『nanaの崖っぷち三十路社長 VS 八王子の崖っぷち三十路バンド』の四番勝負！[注釈 2]

- 7月18日発売の日出郎のアルバム『EXCITE』のボーカルディレクションを担当。
- 10月16日「水平線の花火と音楽FINAL」泉谷しげるに気に入られ急遽MCとして大抜擢される。[3]

2017年
- 2月4日「第1回 六本木ホリエモン祭り」音楽ライブBAN×KARA zone-r会場にて、総合MCを担当しフラチナリズムで、ゲストライブにも出演。
- 7月24日 渋谷DUO「LIFriendsメジャーデビュー4周年記念ワンマンライブ〜笑って泣いて4周年！帰ってきたよ渋谷duo！〜」出演：LIFriends　モリがゲストボーカルとして出演。
- 7月30日 柏PALOOZA「Singers' Bar GA-HA- 柏祭り SPECIAL 〜THE FINAL〜』モリがMCとして出演。
- 9月3日 360°カメラRICOH THETA V登場を記念し、スペシャルイベント開催され、モリがコメンテーターとして登壇した。[4][5][注釈 3]

2018年
- 9月21日 フジテレビの『爆笑そっくりものまね紅白歌合戦スペシャル』[2]に出演。下克上決戦最強新人大集合のコーナーでT-BOLAN対決に出演。郵便局員の富岡紘一は「Bye For Now」対、モリは「離したくはない」を披露。モリが勝利した。
- 9月22日 台風21号災害復興チャリティーイベント~タコ焼き屋モリちゃんと共に~ が八王子RIPSにて行われた。モリはたこ焼き屋としてチャリティーに参加し、一人でひたすらたこ焼きを焼き振る舞った。

2019年
- ２月１５日　京橋劇場 劇団天華の公演にモリが役者としてゲスト出演し生歌も披露した。[注釈 4]
- 9月16日伯方の塩二代目声優オーデイション[6]で、「聴き入ってしまうで賞」受賞した。

モリが応募した作品はこちら

## 人物
- モリが18歳のときに高知県でバンド「ジョニスカッチ」を結成し活動をしていた。
- 影響を受けたアーティストとして、B'z稲葉浩志などを挙げている。
- 売れないバンド界イチ売れてるバンド「フラチナリズム」のボーカルである。八王子観光PR特使。
- 高知県いの町観光大使。

## ものまね
- ものまねが得意で2014年8月30日に行われたオリンパスホール八王子ワンマンライブ「マチと人と時々フラチナリズムが紡ぐ八王子2000人のキセキ」で100人のものまね「百の人になって」を披露した。
- ものまねオーディションを受け合格し、2015年10月23日放送のフジテレビ『爆笑そっくりものまね紅白歌合戦スペシャル』に初出演して以降、同番組にレギュラー出演している。また、フジテレビ『ものまね王座決定戦』にも出演している。

### ものまねレパートリー
- 稲葉浩志/B’z
- 氷室京介/BOØWY
- 佐々木収/MOON CHILD
- 上杉昇/WANDS
- 福山雅治
- 池森秀一/DEEN
- 世良公則
- 甲本ヒロト/THE BLUE HEARTS
- 宮本浩次/エレファントカシマシ
- 吉井和哉/THE YELLOW MONKEY
- 西川貴教/T.M.Revolution
- 志村けん
- 桑田佳祐
- 大友康平
- 若本規夫（サザエさんの穴子、人志松本のすべらない話、嵐にしやがれ等）
- 北島三郎
- 森友嵐士/T-BOLAN
- 井上陽水
- 郷ひろみ
- 吉川晃司
- みやぞん
- 堂本剛/KinKi Kids
- R-指定/Creepy Nuts
- RM/BTS

※1曲の中に100人のものまね！？「爆笑そっくりものまね紅白歌合戦」出演のモリナオフミによる百人モノマネ！

## 映像作品
1. 快＆感[注釈 5][7]

## 出演
※「モリナオフミ」名義のソロ活動のみ。

### テレビ
2015年
- 10/23 フジテレビ『爆笑そっくりものまね紅白歌合戦スペシャル』 福山雅治のものまねで「虹」を披露した。
- 12/11 フジテレビ『ものまね王座決定戦』[8] 世良公則&ツイストのものまねで「あんたのバラード」を披露して準々決勝進出。準々決勝戦での対戦者は田村正和。準決勝戦ではDEENのものまねで「このまま君だけを奪い去りたい」を披露した。準決勝戦での対戦者は城南海。モリはここで敗退するが、対戦相手の城南海は決勝戦に勝ち進み優勝を果たした。

2016年
- 05/06 フジテレビ『爆笑そっくりものまね紅白歌合戦スペシャル』[9] 紅組の出場者で出演。フラチナリズムのメンバーでBOØWYのものまねで「Marionette -マリオネット-」を披露した。
- 08/27 フジテレビ[10]『ものまね紅白歌合戦 事前番組』[注釈 6]
- 09/02 フジテレビ『爆笑そっくりものまね紅白歌合戦スペシャル』[9] 紅組の出場者で出演。また、放送内で2回のものまねを披露。雛壇にも座った。1回目はフラチナリズムのメンバーでMOON CHILDのものまねで「ESCAPE」を披露した。この時ベースのタケウチとギターの田村のパートが逆だった。2回目はモリがソロでT.M.Revolutionのものまねで「HOT LIMIT」を披露。
- 11/25 フジテレビ『ものまね王座決定戦』[11] 同番組の出場は2回目である。一回戦ではTHE YELLOW MONKEYのものまねで「球根」を披露して準決勝戦進出。対戦相手は松村邦洋。準決勝戦ではWANDSのものまねで「もっと強く抱きしめたなら」を披露。準決勝戦での対戦者は君島遼。モリはここで敗退した。

2017年
- 02/11 高知 さんさんテレビ「おちゃのまLive さんスタ！」[12]
- 06/02 フジテレビ[13]『爆笑そっくりものまね紅白歌合戦スペシャル』 白組の出場者で出演。また、前回と同じく2回のものまねを披露。雛壇にも着座した。1回目はモリと田村でB'zのものまねで放送日時点ではまだ発売前の「Still Alive」を披露。2回目はものまね界のイケメンで背と鼻が高いメンバー4人が集められ（小林達矢、シュネル、JOY、モリ）でボン・ジョヴィのものまねで「Livin' on a Prayer」を披露。モリはギター、リッチー・サンボラのものまねをした。モリ以外の3人は身長180cm越えの高身長の為、4人で並ぶと身長175cmのモリが小さくみえたと、後日、自身のツイキャス内で語った。
- 09/08 フジテレビ[13]『爆笑そっくりものまね紅白歌合戦スペシャル』 白組の出場者で出演。モリとペレ草田でBOØWYのものまねで「ONLY YOU」を披露。

### web
- nana モリナオフミ[14]
- 耳マン【連載／33歳マン】インタビュー[15]
- 堀江貴文のFRESH!チャンネル「ホリエモン祭り 音楽イベント」生放送。[16][17][18]
- BARKS「フラチナリズムの労働to武道館 」【連載】
  - 2018/3/1 vol.1「売れてないバンド界イチ売れてるバンド」
  - 2017/4/3 vol.2「3月度業績報告」
  - 2017/5/8 vol.3「平成29年4月度業績報告」
  - 2017/6/6 vol.4「平成29年5月度業績報告」
  - 2017/7/5 vol.5「平成29年6月度業績報告」
  - 2017/8/4 vol.6「平成29年7月度業績報告」
- 堀江貴文のFRESH!チャンネル「ホリエモンのQ&A 〜フラチナリズム編〜」生放送。[19][注釈 7]
- ホリエモンチャンネル 堀江貴文のQ&A 【フラチナリズムと八王子お散歩企画】
  - 2017/08/23 「バンドで有名になるには！？」〜vol.908〜
  - 2071/08/25 「既存のサービスを上手く使え！？」〜vol.909〜
  - 2017/08/27 「お金の集め方！？」〜vol.910〜
  - 2017/08/29 「プロになるには！？」〜vol.911〜
- ミオヤマザキtwitterドラマ「女の子がHの時に思う10のコト」脚本、演出、ナレーションを担当。

## モリキャス
モリが不定期で放送しているツイキャスである。

- 2015年12月25日 -「モリキャスinコインランドリー」「真夜中の出会い」「あゆみくん」
- 2016年1月2日 - 「妖怪クツシタカクシ」「カラムーチョCMソング」「ギター弾語り」
- 2016年1月6日 - 「高速道路編」「恋愛相談室」
- 2016年1月20日 - 「2月4日から禁煙」
- 2016年1月21日 - 「深イイ話」「目玉焼きの黄身だけをのこして食べるなんて麻袋を顔に被せて抱〜」「俺を酔わせるには二杯もあれば十分だ」
- 2016年1月23日 - 「渋滞編」「ジャニーズ好き」
- 2016年1月25日 - 「RC帰宅中編」「声優やりたい」「ファミマのフレンチクルーラ」
- 2016年1月28日 - 「お金に執着心がなくなった」「2：8の法則」「紐パン」
- 2016年1月30日 - 「砂時計〜紐パンの歌〜[注釈 8]」「写真集画像」
- 2016年2月1日 - 「日本クラウンヒット賞受賞」「54%」
- 2016年2月3日 - 「高尾山 豆まき」
- 2016年2月7日 - 「in北海道」
- 2016年2月12日 - 「モリキャスから生まれた名曲『砂時計』[21]YouTube公開」「VAPE」「放置芸能人」
- 2016年2月13日 - 「すっとこどっこいファイトだね〜」「母降臨」「フンドシデー」
- 2016年2月14日 - 「ふんどし選手権」「モリちゃん東京タワー」「スタコラ」「ふんどし男の夢花道[22]YouTube公開」
- 2016年2月16日 - 「ひろちゃん神」「岩崎がやべー」「トークショウ開催決定」
- 2016年2月21日 - 「ギャッパイ」「モリ岩崎トークテーマ」
- 2016年2月23日 - 「味玉」
- 2016年2月24日 - 「八王子観光PR特使」「ジョイマン」「ゴキブリ」
- 2016年2月28日 - 「音速の貴公子」「あのですねおじさん再び」「モリーズナブル」「300円」
- 2016年2月29日 - 「モリキャス株主総会」
- 2016年3月3日 - 「新潟上陸」「よつごじま」
- 2016年3月5日 - 「フクロモモンガ」
- 2016年3月8日 - 「ゴシゴシタイム」「れんちむとかれちむは中野チムプラザホールで逢うチム」
- 2016年3月11日 - 「元カノドーナッツ」「あだ名」「クイズ」
- 2016年3月12日 - 「ニケツ」[注釈 9]
- 2016年3月14日 - 「エスタニー(エスカニー) [注釈 10]」「エセベーターガール[注釈 11]」「モリちゃん名前研究所[注釈 12]発足。しかしこの回限りであった。」
- 2016年3月17日 - 「歌が単純にうまい」「カラオケ」
- 2016年3月24日 - 「六角精児」
- 2016年3月27日 - 「桐生一馬だ」
- 2016年3月28日 - 「陽水」
- 2016年4月12日 - 「流行れ！！KAN&PAI」「日出郎」
- 2016年4月15日 - 「絶対結婚したるんや」
- 2016年4月28日 - 「爆笑そっくりものまね紅白歌合戦スペシャル」「モリちゃん炎上選手権」
- 2016年5月3日 - 「氷室京介」「中居正広」「モノマネ」
- 2016年5月22日 - 「ハーフ&ハーフ」「抱きバム」「ヲタ」
- 2016年6月6日 - 「実はモテたくて言いました」「モリスト」「SPEED」
- 2016年6月10日 - 「モリオカート」「モリッシュブラザーズ」「モン面騎乗位」
- 2016年6月12日 - 「チャレンジ精神」「★★★」「ケンタウロス」
- 2016年6月19日 - 「流行れKAN&PAIツアー」「ファイナル」「フラチナIPPONグランプリ[注釈 13]」
- 2016年6月21日 - 「現地妻46」
- 2016年6月23日 - 「predia」「湊あかね」「ちゃんころぴー」
- 2016年6月25日 - 「現地妻の条件」「ハーフあんどハーフ」
- 2016年6月26日 - 「フラチナIPPONグランプリ」「結果発表[注釈 14]」「ローション相撲」「姑46」
- 2016年6月30日 - 「中野サンプラザチケット発売」「たまぁるかおまんらまっことこじゃんちすいきょうみたいやにゃー」「nana」
- 2016年7月1日 - 「柏パルーザ」「車で帰宅中」「オレうま対決一本目」
- 2016年7月3日 - 「貞子vs伽椰子」「恋」
- 2016年7月9日 - 「MV撮影」「格好良くイケよー」
- 2016年7月12日 - 「PAI&PAN」「音楽の話」
- 2016年7月19日 - 「北海道」「宮崎」「楽曲解説」「アスファルトの日曜」
- 2016年7月20日 - 「深夜なので言っちゃいけない事しか言わないよ」「真面目な話」
- 2016年7月26日 - 「現地妻」「残り29県」「フラチナIPPONグランプリ」
- 2016年8月11日 - 「チップ」「キャン玉デール」「モーニングリバーサミット」
- 2016年8月13日 - 「SMAP解散」
- 2016年8月22日 - 「全身タイツ」「9月からホームレスになる」「夏休みだよ全員集合！男組vs女組」
- 2016/09/23 「フラチナクラウド説明会」「中野サンプラザ満員」[23] [注釈 15]
- 2016/10/1 「フラチナクラウド」「達成」「キャス会見」
- 2016/10/1 「フラチナクラウド第2弾」[24] [25]
- 2016/10/11 「ズコ☆バコMV公開」[注釈 16]「LINEライブ」
- 2016/10/12 「LINEライブ」「勝利」「弟のお見合いキャス計画」「売れないバンド界イチ売れてるバンド[注釈 17]」
- 2016/11/4 「水平線の花火と音楽FINAL」「泉谷しげる[注釈 18]」「じいちゃん」「凱旋ライブ」「夜這いは趣味」
- 2016/11/9「ものまね王座決定戦出演決定」「フェチ」「トゥナイト」「中野サンプラザ」
- 2017/1/23 「スーンしてトーンしてバーイ」
- 2017/2/5「豆まき」「ホリエモン祭り」
- 2017/2/8「失敗しない人生は、人生に失敗する」「ハゲだるま」
- 2017/2/12 「乙女BITCH」「キッコーマン」
- 2017/2/14 「フラチナIPPONグランプリ」「チルダ」「歌丸」[注釈 19]
- 2017/2/17 「ハーフ＆ハーフ2」「特典会」「ハワイ旅行」「妖怪クツシタカクシ」
- 2017/2/19 「深夜の飲みキャス」「酢豚のパイナップルは嵐のモリ」
- 2017/2/21 「MVPはatsushi」「母なる大地にモリ帰る」「日本の三大怨霊」
- 2017/2/26 「ハーフ＆ハーフ2」「明日収録曲発表」「菊井彰子と湊あかねが降臨」「デートしたい」「ホラレスパイラル」
- 2017/2/27「リクエストアワード」「収録曲発表」
- 2017/3/1 「接客とはエンターテインメント」「履歴書」「5115」
- 2017/3/5 「ゆうばり国際ファンタスティック映画祭」「HACHIDORI」「にも関わらず笑う」「やってらんねぇ」
- 2017/3/9 「コインランドリー」「GWは四国に集合」「あだ名」「用務員」
- 2017/3/10 「インストアライブ」「箱より10倍面白い」
- 2017/3/13 「モリちゃん激おこプンプン丸！！」「みやさこ無罪」
- 2017/3/14「曲順どうする？」「人生とは人と生きる事」
- 2017/3/19「リクエストアワードvol.2開催」「誓う」「ヘソタトゥー[注釈 20]」「音楽の話」「優しくなる訓練」
- 2017/3/23 「フラチナパンフ」
- 2017/3/27 「クロノマーズ」「XYZ」「ディファ有明プラチナチケット」「傷彦様のタロット占い」
- 2017/4/5 「橋本からあげ」「コラボキャス」
- 2017/4/9「インストアライブ生配信」
- 2017/4/9「ジャケット写真解禁」「しょうもない」
- 2017/4/15 「ものまね紅白歌合戦スペシャル」「歌講座」「健康管理だバカヤロー」
- 2017/4/20 「ZOZOTAMU」「吉岡里帆」「撮影してきましてん」「歌詞解説」「GW」
- 2017/4/23 「賃貸の家募集案件」
- 2017/4/28 「北海道から」「フラチナリズム新フライヤーA4三つ折りタイプ2017春」「奥手」
- 2017/5/2 「GW」「おこんにゃく」
- 2017/5/5 「花火のおすそわけ」「土佐横浜みなと未来祭り」
- 2017/5/17 「ハーフ＆ハーフ２発売」「微力は無力ではない」「平愛梨」

- 2017/5/31 「DAMとも」「高知ナイトマーケット」「ぺ止まり」
- 2017/6/13 「カンテが凄い」「2年ぶりのあれ[注釈 21]」「ビブラート[注釈 22]」
- 2017/6/15 「飯よりモリキャス」「充電2%」「12時間の通しリハ」
- 2017/6/19 「応援メッセージ」「ディファ有明ワンマン」「モリちゃん3分クッキング」「虫の話」
- 2017/6/21「全員集合[注釈 23]」「チケットは明日まで」
- 2017/6/26 「全員集合」「フラチナミッション大抽選会」
- 2017/7/7 「森ビル」「ラップバトル」「七夕ライブ」
- 2017/7/10 「フラチナ大抽選会」「CD買ってハワイへ行こう」
- 2017/7/25 「DAMともコラボ動画当選者発表」
- 2017/08/22 「話し上手は聞き上手」「聞き上手は床上手」
- 2017/10/20 「来世占い大爆発」「フェーズ3」
- 2017/10/22 「追い焚き機能」
- 2017/11/01 「急に電波が引きちぎれた」「モリが強い」
- 2017/11/19 「フラチナリズムは武道館に「たつ」と思います」
- 2017/12/01「ワールドカップ抽選」「おっぱいよりサッカー」
- 2017/12/12 「ペヤング＆マヨネーズ」「売れフェス」
- 2018/01/09「おポシャ」
- 2018/01/26「高知」「白熊」
- 2018/02/16 「ネビチャレ」「売れフェス」
- 2018/05/08 「22時に発表したーい」「いきなりステキ」「うれたらステキ」
- 2018/05/13 「スタジオ入って曲作ってたら」
- 2018/06/02「良心市」
- 2018/06/08「ゴゾウロップ」
- 2018/06/21 「こう見えても疲れまんねん」
- 2018/08/02「LINE LIVE アフタートーク」
- 2018/08/11「桜舞ポーランド」「よさこい」
- 2018/08/14「よさこいについて振り返ろう」「売れフェス」「毎日モリキャス」
- 2018/08/15「毎日モリキャス」
- 2018/08/16「モンドゥー教の開祖、モセイドンがモーランを配布する日」「売れフェス」
- 2018/08/17「毎日モリキャス」「ほん怖」
- 2010/08/20「売れフェス」「感謝のモリキャス」
- 2018/08/26「LIGHT UP NIPPON HOKKAIDO」「花火」
- 2018/09/01「弾き語り」「即興ソング」「前世占い」
- 2018/09/02「オンラインショップ開設」
- 2018/09/07「チャリティーイベントについて」
- 2018/09/12「そうだ神谷に行こう」
- 2018/09/18 「権三郎」「LINEライブ」「ミキさんとコラボ」
- 2018/09/20「作詞」
- 2018/09/20「横山町公園」「タケウチカズヒロ罰ゲーム結果発表」
- 2018/09/21「ものまね紅白裏話」
- 2018/09/30「ケツ美」「台風許さねえ！！」
- 2018/10/01「追加スケジュール」
- 2018/10/04「音楽と神と酒に酔うin椙本神社」「生中継」
- 2018/11/13 「GAINA MATSUYAMA」「アナとヌキの女王」
- 2018/11/30「ものまね王座決定戦」「副音声」
- 2019/03/10「高知」
- 2019/03/19「テレKANアフタートーク」
- 2019/04/05「曲作りチラ見せおじさん」
- 2019/05/01 「PUBG解説」
- 2019/05/11 「伯方の塩声優オーディション」
- 2019/05/15 「遊びじゃないけど、遊びじゃないと」

## モリナオフミのVoiceLog
- キレてます
- vol.1
- vol.2
- vol.3
- vol.4
- vol.5
- たのしかったのにやんなった。
- vol.6
- vol.7
- vol.8
- vol.9
- vol.10
- vol.11
- vol.12
- vol.13
- vol.14
- ただ単に聞いてみた
- vol.15